# P. J. Carlesimo
Peter John Carlesimo dit P. J. Carlesimo, né le 30 mai 1949 à Scranton
(Pennsylvanie), est un entraîneur américain de basket-ball.

## Biographie
Le 27 décembre 2012, l'entraîneur des  Nets de Brooklyn, Avery Johnson est limogé par le propriétaire de la franchise, le milliardaire russe Mikhail Prokhorov, malgré un bilan équilibré de 14 victoires pour 14 défaites, mais surtout 10 défaites lors des treize derniers matchs. L'intérim est assuré par P. J. Carlesimo.